# Porte des Poissonniers
 (janvier 2018).
Améliorez-le ou discutez des points à vérifier. 
La porte des Poissonniers est une porte de Paris, en France, située dans le quartier de Clignancourt du 18e arrondissement.

## Situation et accès
La porte des Poissonniers se situe au croisement du boulevard Ney et de la rue des Poissonniers. Elle se trouve à 400 m à l'est de la porte de Clignancourt et 400 m à l'ouest de la porte de la Chapelle.
Elle ne possède pas d'accès au boulevard périphérique. Cette caractéristique permet une liaison facile entre Paris et la commune limitrophe, en l'occurrence Saint-Ouen, à pied ou à vélo. Malgré la présence d'un pont, la coupure urbaine du périphérique est du coup plutôt contenue contrairement aux grands entrées de Paris.
La porte des Poissonniers est desservie par la ligne 3b du tramway d'Île-de-France à la station Diane Arbus. Avant les travaux de construction du tramway, il existait une trémie permettant une continuité du boulevard Ney sous la rue des Poissonniers en 2 x 2 voies.

## Origine du nom
La porte des Poissonniers rappelle la proximité de l'ancienne porte des Poissonniers de l'enceinte de Thiers qui tire son nom du chemin des Poissonniers qui servait à acheminer les produits de la marée en provenance du nord de la France et débarqués au port de Saint-Denis. De nos jours, l'itinéraire de ce chemin est encore visible, mais néanmoins interrompu à quelques dizaines de mètres de la porte des Poissonniers, où le chemin est annexé par le dépôt SNCF du Landy, à la limite avec le cimetière parisien de Saint-Ouen.

## Équipements
La porte des Poissonniers se situe directement le long des voies de chemin de fer des lignes reliées à la gare du Nord. Localisée à proximité d'une caserne, elle est également l'accès aux ateliers RATP de Championnet et au centre de bus Belliard.
Dans une bien moindre mesure que la porte de la Chapelle, le quartier de la porte des Poissonniers voit sporadiquement émerger des bidonvilles, notamment sur la Petite Ceinture ou sous le pont du boulevard périphérique.